# Brett Leonard
Brett Leonard (Toledo, 14 maggio 1959) è un regista, sceneggiatore, produttore cinematografico e produttore televisivo statunitense.

## Biografia
Specializzato in filmografia dell'orrore e della fantascienza, ha debuttato sul grande schermo con Incubo in corsia, ma il film che lo ha consacrato è stato l'adattamento di un romanzo di Stephen King, Il tagliaerbe. Quest'ultimo è considerato il primo film diretto da Leonard, ed ha incassato circa 150.000.000 $, comparato ad una spesa preventiva di 6 milioni.
Il regista, negli anni ha dimostrato di saper utilizzare con cautela ed efficacia i VFX e gli effetti speciali, qualità dimostrate nei film Virtuality e T-Rex, pubblicati nei cinema IMAX 3D.
Per il cantante Peter Gabriel ha diretto i videoclip Kiss That Frog e Play, per MC Twist Step Off e per Billy Idol Shock To The System ed Heroin.

## Filmografia

### Regista
- Incubo in corsia (The Dead Pit) (1989)
- Il tagliaerbe (The Lawnmower Man) (1992)
- Premonizioni (Hideaway) (1995)
- Virtuality (Virtuosity) (1995)
- T-Rex: Back to the Cretaceous (1998)
- Siegfried & Roy: The Magic Box (1999)
- Man-Thing - La natura del terrore (Man-Thing) (2005)
- Feed (2005)
- Highlander: The Source (2007)
- Hole in the Head: A Life Revealed (2009, documentario)
- Innocence (2012, cortometraggio)
- The Other Country: Starring Burlap to Cashmere (2012)

### Sceneggiatore
- Incubo in corsia (The Dead Pit) (1989)
- Il tagliaerbe (The Lawnmower Man) (1992)
- Siegfried & Roy: The Magic Box (1999)